# 松村奈央
松村 奈央（まつむら なお、1976年7月16日 - ）は、熊本県を拠点に活動しているタレント、ラジオパーソナリティ。出身校のインタビュー記事においてはフリーランスアナウンサー（原文まま）との記述も見られる。

## 来歴
熊本県熊本市出身。血液型A型。熊本学園大学経済学部経済学科卒業。夫は、同じく熊本県内で活動している長木真琴。
大学在学中から熊本のテレビ番組やラジオ番組に出演し、1998年3月に大学を卒業してからも引き続き放送業界で活動している。
後に長木と結婚。2008年12月いっぱいまでRKKラジオ『午後2時5分一寸一服』への出演を続けた後、第1子出産を控えてしばらく活動を休止していた。また、2011年2月にも第2子出産を控えて活動休止に入ることを、『午後2時5分一寸一服』のオフィシャルブログで公表した。後に第3子も誕生し、3児の母になっている。

## 出演
2002年以前の出演作については、本人が下記『いい旅くまもと探検隊』の公式サイトで公表していたデータからの参考。

### テレビドラマ
- 神様に一番近い場所（熊本県民テレビ） - 主人公 役

### テレビ番組
- くまもとDo ing（熊本朝日放送、1999年まで）
- どよテン（熊本放送）
- ビートメガ熊本（熊本県民テレビ）
- RKKワイド 夕方いちばん（熊本放送、2008年まで） - 火曜「おすすめ旅＆グルメ」リポーター
- 行け！くまモン調査隊（熊本朝日放送） - リポーター
- くまパワ（熊本朝日放送） - 「とく得生中継！」リポーター

### ラジオ番組
- ヒット・ウェーブ（RKKラジオ、1999年 - 2000年）
- やっぱりピッカーズ（エフエム熊本、2000年まで）
- 午後2時5分一寸一服（RKKラジオ、2004年頃 - 2013年、2023年 - ）
- チャットステーションくまもと（RKKラジオ）
- ラジオ通りはなばた百貨店（FM791）
- いい旅くまもと探検隊（エフエム熊本）
- FMK Morning Glory（エフエム熊本、2017年 - ） - 火曜・木曜担当

### CM
- 熊本県税
- 熊本県赤十字血液センター
- ポットベリー
- AVクラブ